# Mark Leduc
Mark Leduc (Toronto, 4 maggio 1964 – Toronto, 22 luglio 2009) è stato un pugile canadese.

## Biografia
Nel 1992 ha vinto la medaglia d'argento ai Giochi della XXV Olimpiade di Barcellona.
Il 25 febbraio 1993 vince il titolo canadese dei pesi superleggeri contro Andy Wong.
Il 9 dicembre 1993 abbandona il pugilato dopo essere stato sconfitto da Michel Galarneau. Il suo record è di 4 vittorie, 1 sconfitta e 0 pareggi.
Nel 1994 ha fatto coming out nel documentario televisivo For the Love of the Game. Ha partecipato al Toronto gay pride nel 1999 come grande maresciallo (con Howe Savoia).
È deceduto nel 2009 a soli 45 anni per un collasso subito in una sauna di un hotel a Toronto.